# UFC 119
UFC 119: Mir vs. Cro Cop é um evento MMA realizado pelo Ultimate Fighting Championship em 25 de setembro de 2010 no Conseco Fieldhouse em Indianapolis, Indiana.

## Bônus da Noite
Lutadores receberam um bônus de U$70,000.
- Luta da Noite:  Sean Sherk vs.  Evan Dunham e   Matt Mitrione vs.  Joey Beltran
- Nocaute da Noite: Não houve a premiação.
- Finalização da Noite:  C.B. Dollaway